# Port lotniczy Bornholm
Port lotniczy Bornholm (duń. Bornholms Lufthavn) – port lotniczy położony 5 km na południowy wschód od Rønne. Jest jedynym portem lotniczym na wyspie Bornholm. W 2010 obsłużył około 250 000 pasażerów.
25 marca 1956 r. zanotowano akt dezercji pilota z 26 PLM bazującego w Zegrzu Pomorskim. Podczas wykonywania zadania walki powietrznej por. pilot Zygmunt Gościniak skierował samolot Lim-2 nr 1B 013-027 / 1327 w kierunku morza, by po kilkunastominutowym locie wylądować awaryjnie na wyspie Bornholm w rejonie remontowanego lotniska w Rønne.

## Linie lotnicze i połączenia
| Linia lotnicza               | Kierunek                                                         |
| ---------------------------- | ---------------------------------------------------------------- |
| Alsie Express                | Sezonowo: 1. Sønderborg                                          |
| DAT                          | 1. Kopenhaga Sezonowo: 1. Aalborg 2. Aarhus 3. Berlin 4. Billund |
| Norwegian Air Shuttle        | Sezonowo: 1. Kopenhaga                                           |
| Scandinavian Airlines System | Sezonowo: 1. Kopenhaga                                           |